# Ouville-la-Bien-Tournée
Ouville-la-Bien-Tournée is een plaats en voormalige gemeente in het Franse departement Calvados in de regio Normandië en telt 241 inwoners (1999). De plaats maakt deel uit van het arrondissement Lisieux.

## Geschiedenis
De gemeente maakte deel uit van het kanton Saint-Pierre-sur-Dives tot dit op 22 maart 2015 werd opgeheven en de gemeenten werden opgenomen in het kanton Livarot. Op 1 januari 2017 fuseerde de gemeente met overige gemeenten van het voormalige kanton tot de commune nouvelle Saint-Pierre-en-Auge.

## Geografie
De oppervlakte van Ouville-la-Bien-Tournée bedraagt 7,6 km², de bevolkingsdichtheid is 31,7 inwoners per km².
De onderstaande kaart toont de ligging van Ouville-la-Bien-Tournée met de belangrijkste infrastructuur en aangrenzende gemeenten.

## Demografie
Onderstaande figuur toont het verloop van het inwonertal (bron: INSEE-tellingen).
Vanwege een beveiligingsprobleem met de MediaWiki Graph-software is het momenteel niet mogelijk deze grafiek weer te geven. Zodra de software is bijgewerkt zal de grafiek vanzelf weer zichtbaar worden.
Lijst van Franse gemeenten · Arrondissement Lisieux · Calvados · Normandië